# Leandra Smeda
Leandra Smeda (* 22. Juli 1989 in Velddrif; Spitzname „Chomi“) ist eine südafrikanische Fußballspielerin und ehemalige A-Nationalspielerin. Seit dem 1. Juli 2024 ist die Spielerin ohne Verein.

## Karriere

### Vereine
Smedas erste Vereine, für die sie Fußball spielte, waren die Atlantic Rovers und der Ambassadors Ladies FC.
Von 2009 bis 2012 gehörte sie den Cape Town Roses in der Westkap Sasol Liga, eine von neun Provinzligen des Landes, an. In dieser Zeit ging sie mit ihrer Mannschaft 2009, 2011 und 2012 als regionaler Meister hervor und nahm mit ihr an der 2009 gegründeten Sasol Women's League teil, in der in zwei Gruppen die jeweils ersten beiden in der K.-o.-Phase um die Meisterschaft spielten. Das erreichte Finale um die Meisterschaft 2012 wurde am 1. Juli im King-Zwelithini-Stadium in Durban gegen die Palace Super Falcons mit 2:5 verloren. 
Als Studentin der Lebensmitteltechnologie an der Cape Peninsula University of Technology in Kapstadt trat sie 2013 dem Ladies Football Club, das Sport-Team der University of the Western Cape in Bellville bei, der guten Einrichtungen wegen und der Nähe an zuhause geschuldet.
Im Jahr 2018 war sie an der Gintra-Universitetas Šiauliai in Litauen tätig und kam für deren Fußballmannschaft (ab 2020 FC Gintra) in der A lyga zu Punktspielen.
Nach Schweden gelangt, kam sie in der Spielzeit 2019 für den schwedischen Erstligisten im Zeitraum 21. Juli – 26. Oktober in zehn Punktspielen (allesamt als Einwechselspielerin) zum Einsatz. In der Saison 2020/21 gehörte sie der Frauenfußballmannschaft des portugiesischen FC Famalicão in der Primeira Divisão an.
Von Februar 2021 bis Juli 2022 hielt sie sich erneut an der University of the Western Cape auf, bevor sie sich nach Spanien begab. Dort spielte sie 25 Mal in der Saison 2022/23 für den spanischen Zweitligisten DUX Logroño. Zuletzt bestritt sie drei Punktspiele für den Ligakonkurrenten Espanyol Barcelona in der Saison 2023/24.

### Nationalmannschaft
Für die A-Nationalmannschaft kam sie von 2010 bis 2019 in 100 Länderspielen zum Einsatz. Ihr Debüt gab sie am 26. Februar 2010 bei der 1:3-Niederlage gegen die Schweizer Nationalmannschaft in Nikosia mit dem ersten Spiel der Gruppe B bei der Teilnahme ihrer Mannschaft am Turnier um den Zypern-Cup. Im Turnier 2019 bestritt sie alle drei Spiele der Gruppe A und erzielte im ersten Spiel am 27. Februar in Larnaka beim 2:2-Unentschieden gegen die Nationalmannschaft Finnlands mit dem Treffer zum 1:1 in der 69. Minute per Strafstoß ihr einziges Turniertor.
Zu ihren Länderspielen zählen auch jene, die sie bei der Teilnahme an der Afrikameisterschaft in den Jahren 2010 im eigenen Land, 2016 (alle 5 Spiele) in Kamerun und 2018 in Ghana (alle 5 Spiele) bestritt. Am 14. November 2010 wurde die Meisterschaft mit Platz 3 (2:0 vs. Kamerun in Benoni) beendet und am 1. Dezember 2018 als Finalist (3:4 i. E. vs. Nigeria).
In der Gruppe E des Olympischen Fußballturniers 2016 wurde sie einzig am 9. August in Manaus im letzten und torlos gebliebenen Spiel gegen die Nationalmannschaft Brasiliens eingesetzt. Vier Jahr zuvor gehörte sie ebenfalls dem Olympiakader an, wurde jedoch im Turnierverlauf nicht berücksichtigt.
Mit der Mannschaft das erste Mal bei einer Weltmeisterschaft (2019) vertreten, kam sie in allen drei Spielen der Gruppe B zum Einsatz. Da alle Spielen verloren wurden (1:3 vs. Spanien, 0:1 vs. China, 0:4 vs. Deutschland), schied sie mit ihrer Mannschaft vorzeitig aus dem Turnier aus.
Ihren letzten Einsatz als Nationalspielerin für den SAFA hatte sie am 10. November 2019 bei der 0:2-Niederlage im Freundschaftsspiel gegen die Nationalmannschaft Japans – es war zugleich ihr 100. A-Länderspiel.

## Erfolge
Nationalmannschaft
- Finalist Afrikameisterschaft 2018, Dritter 2010

Gintra-Universitetas Šiauliai
- Litauischer Meister 2018

Cape Town Roses
- Finalist Südafrikanische Meisterschaft 2012
- Meister Westkap Sasol Liga 2009, 2011, 2012